# Steve Schirripa
Steven Ralph Schirripa (New York, 3 settembre 1957) è un attore, produttore cinematografico, conduttore televisivo e doppiatore statunitense, di origine italoamericana.

## Biografia
Nasce a Bensonhurst, un quartiere di Brooklyn (New York), da padre statunitense, Ralph Schirripa, figlio di immigrati italiani originari di Riace (Reggio Calabria), Ilario Schirripa e Maria Capacci, e da madre statunitense di origine ebraica, Lorraine Bernstein. Pur essendo stato educato secondo la religione del padre, il cattolicesimo, ed esser cresciuto in un quartiere prevalentemente italoamericano, l'attore ha dichiarato di identificarsi molto anche come ebreo.
È famoso soprattutto per aver impersonato il ruolo di Bobby "Bacala" Baccalieri dal 2000 al 2007 nella pluripremiata serie televisiva dell'HBO I Soprano.
Prima di allora aveva avuto una comparsata cinematografica in Casinò di Martin Scorsese, nella parte di un avventore al bar nella famosa scena in cui Joe Pesci aggredisce un uomo con una penna, e in Paura e delirio a Las Vegas di Terry Gilliam.
In televisione è attivo dal 1995, con apparizioni più o meno importanti in produzioni come Star Trek: Enterprise, Hollywood Squares, Joey, Law & Order, Tutto in famiglia.

## Premi e riconoscimenti
- Screen Actors Guild Awards 2007, all'intero cast de I Soprano.

## Filmografia parziale

### Attore

#### Cinema
- Casinò, regia di Martin Scorsese (1995) – non accreditato
- Paura e delirio a Las Vegas (Fear and Loathing in Las Vegas), regia di Terry Gilliam (1998)
- Detroit Rock City, regia di Adam Rifkin (1999)
- I Flintstones in Viva Rock Vegas (The Flintstones in Viva Rock Vegas), regia di Brian Levant (2000)
- Spot - Supercane anticrimine (See Spot Run), regia di John Whitesell (2001)
- Il coraggio di cambiare (Duane Hopwood), regia di Matt Mulhern (2005)
- The Hungry Ghosts, regia di Michael Imperioli (2009)
- Hereafter, regia di Clint Eastwood (2010)
- Bulletproof Man (Kill the Irishman), regia di Jonathan Hensleigh (2011)
- Jersey Boys, regia di Clint Eastwood (2014)
- Houses, regia di Jenner Furst (2015)
- Chasing Yesterday, regia di Joseph Pernice (2015)
- La ruota delle meraviglie - Wonder Wheel (Wonder Wheel), regia di Woody Allen (2017)

#### Televisione
- Angel – serie TV, un episodio (1999)
- I Soprano (The Sopranos) – serie TV, 53 episodi (2000-2007) – Bobby Baccalieri
- Law & Order - Unità vittime speciali (Law & Order: Special Victims Unit) - serie TV, 1 episodio (2003)
- Tutto in famiglia (My Wife and Kids) – serie TV, episodio 3x19 (2003)
- Colombo (Columbo) – serie TV, episodio 10x14 (2003)
- Law & Order - I due volti della giustizia (Law & Order) – serie TV, episodio 14x19 (2004)
- Star Trek: Enterprise – serie TV, 2 episodi (2004)
- Joey – serie TV, episodio 1x11 (2004)
- Ugly Betty – serie TV, episodio 3x17 (2009)
- Brothers – serie TV, 3 episodi (2009)
- La vita segreta di una teenager americana (The Secret Life of the American Teenager) – serie TV, 113 episodi (2008-2013)
- Il mio finto fidanzato (My Fake Fiancé), regia di Gil Junger – film TV (2009)
- Stargate Atlantis, serie TV, episodio 5x19 (2009)
- Nicky Deuce, regia di Jonathan A. Rosenbaum – film TV (2013)
- Black Box – serie TV, episodio 1x11 (2014)
- Blue Bloods – serie TV, 117 episodi (2015-2024)
- Sirens – serie TV, episodio 2x08 (2015)
- Dexter: Resurrection – serie TV, episodio 1x06 (2025)

### Doppiatore

#### Cinema
- Planes 2 - Missione antincendio (Planes: Fire & Rescue), regia di Bobs Gannaway (2014)

#### Televisione
- TripTank - Serie TV, 2 episodi (2016)
- Jeff & Some Aliens – serie TV, episodio 1x02 (2017)

## Presentatore
- Nothing Personal (2011-in corso)

## Doppiatori italiani
Nelle versioni in italiano delle opere in cui ha recitato, Steve Schirripa è stato doppiato da:
- Antonio Palumbo ne I Soprano (st. 3-6), Il mio finto fidanzato, Law & Order - Unità vittime speciali
- Roberto Stocchi in I Soprano (st. 2), Law & Order - I due volti della giustizia, La ruota delle meraviglie - Wonder Wheel
- Enzo Avolio ne Il coraggio di cambiare, La vita segreta di una teenager americana
- Eugenio Marinelli in Tutto in famiglia
- Stefano De Sando in Hereafter
- Mario Bombardieri in Bulletproof Man
- Paolo Sesana in Nicky Deuce
- Pietro Ubaldi in Blue Bloods (st. 6-8; ep. 9x01-9x13)
- Paolo Marchese in Blue Bloods (ep. 9x14-22; st. 10-14)
- Claudio Fattoretto in Boog & Elliot 2, Boog & Elliot 3
- Alberto Angrisano in Dexter: Resurrection